# Álvaro García Linera
Álvaro García Linera (* 19. října 1962, Cochabamba) je bolivijský politik španělského původu a také viceprezident země za vlády bolivijského prezidenta Eva Moralese. Funkci zastává od roku 2006. Studoval matematiku na Mexické národní autonomní univerzitě, avšak diplom nezískal. Později působil v guerrillové armádě. V roce 1991 byl se svým bratrem Paulem odsouzen za krádež 441 tisíc dolarů. Ve vězení studoval sociologii a po propuštění vyučoval na univerzitě. V září 2012 se jeho manželkou stala Claudia Fernández Valdivia.